# Adam Kaufman
Adam Kaufman (Virginia, 1974) is een Amerikaanse acteur. Hij is het meest bekend om zijn rol als Charlie Keys in de sci-fi miniserie Taken van Steven Spielberg . Hij maakte zijn eerste tv-verschijning in de tv reeks Brookfield.

## Levensloop
Kaufman studeerde drama in het Lynchburg College, de Circle in The Square theatre school, en het Eugene O'Neill Center's National Theater Institute. Op 23 december 2007, kreeg hij een zoon genaamd Jackson Phillip Kaufman met actrice Poppy Montgomery, bekend van de serie Without a Trace.

## Filmografie en televisie
- Stalker - Will (2015)
- State of Affairs - Lucas Newsome (2014-2015)
- NCIS - Rechercheur Philip McCadden (2010)
- Without a Trace - Brian Donovan (2007-2009)
- CSI: NY - Elliot Gano (2007)
- Mad Men - Bob Shaw (2007)
- Altered - Wyatt (2006)
- Hello Sister, Goodbye Life - Joe (Olivia's vriendje) (2006)
- E-Ring - Jared Vogel (2005)
- Vieni via con me - Michael (2005)
- Between - James Roberts (2005)
- Veronica Mars - André (2004)
- Beck and Call - Gray (2004)
- CSI: Miami - Ted (2003)
- Taken - Charlie Keys (volwassen) (2002)
- Dead Last - Dom (2001)
- Metropolis - Mathew (2001)
- Law & Order: Special Victims Unit - Michael Goren (2000)
- Dawson's Creek - Ethan (1999-2000)
- Buffy the Vampire Slayer - Parker Abrams (1999)
- Brookfield - Jamie Harper (1999)
- Law & Order - Douglas Burke / Advocaat Swain (1997, 2006)

- Library of Congress Control Number: no2015093316
- Virtual International Authority File: 169522004
- WorldCat: E39PBJjCRhGhhYqPXXHgbYqG73